# Československá reprezentace v orientačním běhu
Československá reprezentace v orientačním běhu reprezentovala Československo na mezinárodních závodech v orientačním běhu od počátků tohoto sportu. Československý svaz orientačního běhu byl jednou ze zakládajících členů Mezinárodní federace orientačního běhu (IOF) a pravidelným účastníkem soutěží, které IOF pořádala - nejprve od roku 1962 mistrovství Evropy a následně od roku 1966 mistrovství světa. A od roku 1986 také Světový pohár v orientačním běhu.        
Po rozpadu Československa došlo k rozdělení na českou a slovenskou reprezentaci v orientačním běhu. 

## Úspěchy československé reprezentace
Československá reprezentace patřila do širší světové špičky, což nejlépe prezentuje přehled získaných medailí na mistrovství světa.
| Medailové úspěchy | Medailové úspěchy | Medailové úspěchy |
| Rok               | Reprezentace dospělých | Reprezentace juniorů |
| ----------------- | --- | --- |
| 1970              | MS 1970 · štafety - Zdeněk Lenhart, Bohuslav Beránek, Jaroslav Jašek, Svatoslav Galík | |
| 1972              | MS 1972 · štafety - Naděžda Mertová, Renata Vlachová, Anna Handzlová | |
| 1974              | MS 1974 · štafety - Dana Procházková, Anna Handzlová, Renata Vlachová | |
| 1979              | MS 1979 · štafety - Petr Uher, Zdeněk Lenhart, Jiří Ticháček, Jaroslav Kačmarčík | |
| 1983              | MS 1983 · štafety - Iva Kalibánová, Eva Bártová, Jana Hlaváčová, Ada Kuchařová · štafety - Vlastimil Uchytil, Pavel Ditrych, Jozef Pollák, Jaroslav Kačmarčík                                                 | |
| 1987              | MS 1987 · jednotlivci - Jana Galíková · štafety - Iva Kalibánová, Iva Slaninová, Ada Kuchařová, Jana Galíková                                                                                                 | |
| 1989              | MS 1989 · jednotlivci - Jana Galíková · štafety - Petra Wagnerová, Jana Cieslarová, Ada Kuchařová, Jana Galíková                                                                                              | |
| 1991              | MS 1991 · krátká trať - Jana Cieslarová · krátká trať - Petr Kozák · krátká trať - Ada Kuchařová · klasická trať - Jana Galíková · štafety - Marcela Kubatková, Jana Galíková, Ada Kuchařová, Jana Cieslarová | MSJ 1991 · klasická trať - Marcela Kubatková · klasická trať - Tomáš Doležal · štafety - Aleš Drahoňovský, Tomáš Doležal, Libor Zřídkaveselý |

Pozn.: Od roku 1993 získaly další medailové úspěchy již samostatné reprezentace Česka a Slovenska.

## Počty startů československých závodníků na mistrovství světa
Mistrovství světa v orientačním běhu je nejvýznamnější soutěží tohoto sportu. Až do roku 2003 se konalo jednou za dva roky (s výjimkou změny roků ze sudých na liché v roce 1979). 
| Počty startů na mistrovství světa dospělých | Počty startů na mistrovství světa dospělých | Počty startů na mistrovství světa dospělých | Počty startů na mistrovství světa dospělých | Počty startů na mistrovství světa dospělých | Počty startů na mistrovství světa dospělých                            |
| Jméno                                       | Počet startů                                | Zlatá medaile                               | Stříbrná medaile                            | Bronzová medaile                            | Účastník MS                                                            |
| ------------------------------------------- | ------------------------------------------- | ------------------------------------------- | ------------------------------------------- | ------------------------------------------- | ---------------------------------------------------------------------- |
| Jaroslav Kačmarčík                          | 8                                           |                                             | 1                                           | 1                                           | MS 1974, MS 1976, MS 1978, MS 1979, MS 1981, MS 1983, MS 1985, MS 1987 |
| Ada Kuchařová                               | 7                                           |                                             | 3                                           | 2                                           | MS 1978, MS 1981, MS 1983, MS 1985, MS 1987, MS 1989, MS 1991          |
| Anna Handzlová-Gavendová                    | 7                                           |                                             |                                             | 2                                           | MS 1970, MS 1972, MS 1974, MS 1976, MS 1978, MS 1979, MS 1981          |
| Zdeněk Lenhart                              | 7                                           |                                             |                                             | 2                                           | MS 1970, MS 1972, MS 1974, MS 1976, MS 1978, MS 1979, MS 1981          |
| Jana Hlaváčová-Galíková                     | 5                                           |                                             | 3                                           | 4                                           | MS 1981, MS 1983, MS 1987, MS 1989, MS 1991                            |
| Jozef Pollák                                | 5                                           |                                             | 1                                           |                                             | MS 1983, MS 1985, MS 1987, MS 1989, MS 1991                            |
| Petr Uher                                   | 5                                           |                                             |                                             | 1                                           | MS 1972, MS 1974, MS 1976, MS 1978, MS 1979                            |
| Pavel Ditrych                               | 4                                           |                                             | 1                                           |                                             | MS 1976, MS 1979, MS 1981, MS 1983                                     |
| Renata Vlachová                             | 4                                           |                                             |                                             | 2                                           | MS 1970, MS 1972, MS 1974, MS 1976                                     |
| Naděžda Linhartová-Mertová                  | 4                                           |                                             |                                             | 1                                           | MS 1966, MS 1968, MS 1970, MS 1972                                     |
| Iva Kalibánová-Knapová                      | 3                                           |                                             | 1                                           | 1                                           | MS 1983, MS 1985, MS 1987                                              |
| Vlastimil Uchytil                           | 3                                           |                                             | 1                                           |                                             | MS 1983, MS 1985, MS 1987                                              |
| Petra Wagnerová-Novotná +ČR                 | 3                                           |                                             | 1                                           |                                             | MS 1985, MS 1989, MS 1991                                              |
| Svatoslav Galík                             | 3                                           |                                             |                                             | 1                                           | MS 1966, MS 1968, MS 1970                                              |
| Jaroslav Jašek                              | 3                                           |                                             |                                             | 1                                           | MS 1970, MS 1972, MS 1974                                              |
| Jiří Ticháček                               | 3                                           |                                             |                                             | 1                                           | MS 1978, MS 1979, MS 1981                                              |
| Jaroslav Hořínek                            | 3                                           |                                             |                                             |                                             | MS 1972, MS 1974, MS 1976                                              |
| Kateřina Keclíková                          | 3                                           |                                             |                                             |                                             | MS 1978, MS 1979, MS 1981                                              |
| Svatava Nováková                            | 3                                           |                                             |                                             |                                             | MS 1978, MS 1979, MS 1981                                              |
| Jana Cieslarová-Bruková +ČR                 | 2                                           | 1                                           | 1                                           | 1                                           | MS 1989, MS 1991                                                       |
| Eva Bártová                                 | 2                                           |                                             | 1                                           |                                             | MS 1983, MS 1985                                                       |
| Bohuslav Beránek                            | 2                                           |                                             |                                             | 1                                           | MS 1968, MS 1970                                                       |
| Dana Procházková-Ticháčková                 | 2                                           |                                             |                                             | 1                                           | MS 1974, MS 1976                                                       |
| Ludmila Kumbárová                           | 2                                           |                                             |                                             |                                             | MS 1966, MS 1968                                                       |
| Antonín Urbanec                             | 2                                           |                                             |                                             |                                             | MS 1966, MS 1968                                                       |
| Oldřich Vlach                               | 2                                           |                                             |                                             |                                             | MS 1968, MS 1970                                                       |
| Josef Borůvka                               | 2                                           |                                             |                                             |                                             | MS 1972, MS 1974                                                       |
| Dobra Janotová                              | 2                                           |                                             |                                             |                                             | MS 1976, MS 1979                                                       |
| Luděk Pavelek                               | 2                                           |                                             |                                             |                                             | MS 1981, MS 1983                                                       |
| Zdeněk Zuzánek +ČR                          | 2                                           |                                             |                                             |                                             | MS 1987, MS 1989                                                       |
| Josef Hubáček                               | 2                                           |                                             |                                             |                                             | MS 1989, MS 1991                                                       |
| Petr Kozák +ČR                              | 1                                           | 1                                           |                                             |                                             | MS 1991                                                                |
| Iva Slaninová                               | 1                                           |                                             |                                             | 1                                           | MS 1987                                                                |
| Marcela Kubatková-Kilarská +ČR              | 1                                           |                                             |                                             | 1                                           | MS 1991                                                                |
| Gustav Barták                               | 1                                           |                                             |                                             |                                             | MS 1966                                                                |
| Eva Hohausová                               | 1                                           |                                             |                                             |                                             | MS 1966                                                                |
| Alois Láznička                              | 1                                           |                                             |                                             |                                             | MS 1966                                                                |
| Dobruše Novotná                             | 1                                           |                                             |                                             |                                             | MS 1966                                                                |
| Jindřich Novotný                            | 1                                           |                                             |                                             |                                             | MS 1966                                                                |
| František Dvořák                            | 1                                           |                                             |                                             |                                             | MS 1968                                                                |
| Jana Graubnerová                            | 1                                           |                                             |                                             |                                             | MS 1968                                                                |
| Jitřenka Ševčíková                          | 1                                           |                                             |                                             |                                             | MS 1968                                                                |
| Ľudovít Šmelík                              | 1                                           |                                             |                                             |                                             | MS 1968                                                                |
| Antonín Šmucler                             | 1                                           |                                             |                                             |                                             | MS 1970                                                                |
| Věra Vozobulová                             | 1                                           |                                             |                                             |                                             | MS 1970                                                                |
| Eva Folprechotová                           | 1                                           |                                             |                                             |                                             | MS 1972                                                                |
| Olga Nejedlá                                | 1                                           |                                             |                                             |                                             | MS 1974                                                                |
| Věra Volfová-Krajčová                       | 1                                           |                                             |                                             |                                             | MS 1983                                                                |
| Jaromír Tišer                               | 1                                           |                                             |                                             |                                             | MS 1985                                                                |
| Lucie Komancová                             | 1                                           |                                             |                                             |                                             | MS 1989                                                                |
| Petr Utinek                                 | 1                                           |                                             |                                             |                                             | MS 1989                                                                |
| Petr Vavrys +ČR                             | 1                                           |                                             |                                             |                                             | MS 1989                                                                |
| Jiří Hlaváč                                 | 1                                           |                                             |                                             |                                             | MS 1991                                                                |
| Tomáš Prokeš +ČR                            | 1                                           |                                             |                                             |                                             | MS 1991                                                                |

+ČR = závodníci startovali od roku 1993 na dalších mistrovstvích světa, ale již za českou reprezentaci. Tyto závody zde nejsou počítány.     

## Trenéři
- 1966 - Mário Zdráhal - šéftrenér, trenér mužů,  Dagmar Čermáková - trenérka žen
- 1968 - Mário Zdráhal - šéftrenér, trenér mužů,  ? Bílek - trenér žen
- 1970 - Tomáš Kohout - šéftrenér, trenér mužů,  Pavel Mezihorák - trenér žen
- 1972 - Tomáš Kohout - šéftrenér, trenér mužů,  Ota Gavenda - trenér žen
- 1974 - Tomáš Kohout - šéftrenér
- 1976 - Tomáš Kohout - šéftrenér, trenér mužů,  ? Novotný - trenér žen
- 1978 - Václav Zakouřil - šéftrenér, trenér mužů,  Tomáš Kohout - trenér žen
- 1979 - Václav Zakouřil - šéftrenér, trenér mužů,  Tomáš Kohout - trenér žen
- 1981 - Tomáš Kohout - šéftrenér, trenér mužů,  Ivan Matějů - trenér žen
- 1983 - Václav Zakouřil - šéftrenér, trenér mužů,  Jiří Ticháček - trenér žen
- 1984 - František Dvořák - šéftrenér, trenér mužů,  Jiří Ticháček - trenér žen
- 1985 - František Dvořák - šéftrenér, trenér mužů,  Jiří Ticháček - trenér žen
- 1986 - František Dvořák - šéftrenér, trenér mužů,  Jiří Ticháček - trenér žen
- 1987 - František Dvořák - šéftrenér, trenér mužů,  Jiří Ticháček - trenér žen
- 1988 - Jaroslav Kačmarčík - šéftrenér, trenér mužů,  Petr Weber - trenér žen
- 1989 - Jaroslav Kačmarčík - šéftrenér, trenér mužů,  Petr Weber - trenér žen
- 1990 - Jaroslav Kačmarčík - šéftrenér, trenér mužů,  Petr Weber - trenér žen
- 1991 - Jaroslav Kačmarčík - šéftrenér, trenér mužů,  Anna Gavendová - trenér žen
- 1992 - Jaroslav Kačmarčík - šéftrenér, trenér mužů,  Anna Gavendová - trenér žen

Zdroj: 50 let orientačního běhu v ČR 1950-2000